# اچ‌ام‌اس تولیپ (کی۲۹)
اچ‌ام‌اس تولیپ (کی۲۹) (به انگلیسی: HMS Tulip (K29)) یک کشتی بود که طول آن ۲۰۵ فوت (۶۲ متر) بود. این کشتی در سال ۱۹۴۰ ساخته شد.